# República (metropolitana di San Paolo)
República  è una stazione della linea 3 e della linea 4 della metropolitana di San Paolo. Si trova sotto Rua do Arouche nel distretto di República, a breve distanza da praça da República. Al suo interno si trova il Museo della diversità Sessuale.

## Storia
La stazione della linea 3 è stata inaugurata il 24 aprile 1982 in contemporanea all'apertura dell'intera tratta.
La stazione della linea 4 è stata aperta il 15 settembre 2011.

## Interscambi
Nelle vicinanze della stazione effettuano fermata diverse linee di autobus urbani e interurbani.
- Fermata autobus

## Servizi
La stazione dispone di:
- Accessibilità per portatori di handicap
- Ascensori
- Scale mobili
- Biglietteria a sportello
- Biglietteria automatica